# Diego Rolán
Diego Alejandro Rolán Silva (Montevidéu, 24 de março de 1993) é um futebolista uruguaio que atua como atacante. Atualmente está sem clube.

## Seleção Nacional
Estreou pela Seleção Uruguaia principal em 5 de setembro de 2014 em partida amistosa contra o Japão.